# Hydroxyaceton
Hydroxyaceton ist eine chemische Verbindung aus der Gruppe der Ketone und das einfacheste Hydroxyketon.

## Gewinnung und Darstellung
Hydroxyaceton kann durch Reaktion von Bromaceton mit Kaliumhydroxid und Ethylformiat in methanolischer Lösung gewonnen werden. Es bildet sich auch in der Troposphäre durch Oxidation aus Isopren. Es entsteht auch in Lebensmitteln beim Kochen.

## Eigenschaften
Hydroxyaceton ist eine hygroskopische ölige farblose Flüssigkeit mit seltsamem Geruch, die mischbar mit Wasser ist. Sie zersetzt sich bei Erhitzung über 147 °C.

## Verwendung
Hydroxyaceton ist ein wichtiges Zwischenprodukt für die Herstellung von Polyolen, Acrolein, Farbstoffen und Hautgerbstoffen. Es ergibt durch asymmetrische Reduktion in Gegenwart eines mikrobiellen Zellkatalysators (R)-1,2-Propandiol. Es dient auch als Komponente für Mannich- und Aldol-Reaktionen.

## Sicherheitshinweise
Die Dämpfe von Hydroxyaceton können mit Luft ein explosionsfähiges Gemisch (Flammpunkt 56 °C, Zündtemperatur 280 °C) bilden.